# Ніч у Касабланці
Ніч у Касабланці (англ. A Night in Casablanca) — американська кінокомедія Арчі Майо 1946 року з братами Маркс в головній ролі.

## Сюжет
Влаштувавшись керуючим у готель Касабланка добродушний Корнблоу і не підозрював що чекає його! Всі попередні менеджери гинули за дивних обставин. Як з'ясувалося пізніше, нацисти сховали в цьому готелі свої скарби, які хотіли забрати після закінчення війни.
Побачивши що вони знову не встигли, і в готелі вже з'явився новий керуючий, вони також вирішують позбутися від нього придумавши хитромудрий план заманити його в пастку за допомогою фатальної красуні. Але тут втручається у справу Пан Випадок.

## У ролях
- Брати Маркс:
  - Граучо Маркс — Корнблоу
  - Гарпо Маркс — Роско
  - Чіко Маркс — Корбаціо
- Чарльз Дрейк — П'єр
- Луїс Кол'є — Аннет
- Сіг Руман — Фермен
- Лізетт Вереа — Беа
- Льюїс Л. Расселл — губернатор
- Ден Сеймур — префект поліції